# William Isaacs
William Henry Tuckwell Isaacs (Fulham, Londres, 1884 - Chichester, 6 de maig de 1955) va ser un ciclista britànic que va córrer a principis del segle xx.
El 1908 va prendre part en els Jocs Olímpics de Londres, en què guanyà la medalla de bronze en la cursa de tàndem junt a Colin Brooks.